# Phantasiomyia gracilis
Phantasiomyia gracilis är en tvåvingeart som beskrevs av Townsend 1915. Phantasiomyia gracilis ingår i släktet Phantasiomyia och familjen parasitflugor. Inga underarter finns listade i Catalogue of Life.